# L'Homme de Bornéo
Pour plus de détails, voir Fiche technique et Distribution.
L'Homme de Bornéo (The Spiral Road) est un film d'aventure américain de Robert Mulligan, sorti en 1962.

## Synopsis
En 1936, le jeune docteur Anton Drager arrive aux Indes néerlandaises. C'est à Batavia qu'il s'installe et devient l'assistant du docteur Brits Jansen, le spécialiste mondial de la lèpre. Els, la ravissante fiancée d'Anton, décide de rejoindre l'élu de son cœur et tous deux décident d'unir leurs destins. N'acceptant pas de voir son assistant s'intéresser à autre chose qu'à son travail, le docteur Jansen renvoie Anton. Scandalisée, Els intervient et obtient que Jansen garde Anton comme collaborateur. Les recherches reprennent alors. En compulsant les notes de Jansen concernant la lèpre, Anton parvient à en tirer un épais rapport. Mais, déprimé par l'atmosphère de la jungle, il succombe aux charmes de la troublante Laja...

## Fiche technique
- Titre original : The Spiral Road
- Réalisation : Robert Mulligan
- Scénario : John Lee Mahin, Neil Paterson d'après le livre de Jan de Hartog
- Directeur de la photographie : Russell Harlan
- Musique : Jerry Goldsmith
- Décors : Henry Bumstead
- Costumes : Rosemary Odell (robes)
- Montage : Russell F. Schoengarth
- Production : Robert Arthur
- Durée : 145 minutes

## Distribution
- Rock Hudson (VF : Jean-Claude Michel) : Dr Anton Drager
- Burl Ives : Dr Brits Jansen
- Gena Rowlands : Els
- Geoffrey Keen : Willem Wattereus
- Neva Patterson : Louise Kramer
- Will Kuluva : Dr Sordjano
- Philip Abbott : Frolick
- Larry Gates : Dr Kramer
- Karl Swenson : inspecteur Bevers
- Edgar Stehli : le sultan
- Judy Dan : Laja
- Robert F. Simon : Dr Martens
- Leslie Bradley : Krasser